# Aechmea manzanaresiana
Aechmea manzanaresiana е вид растение от семейство Бромелиеви (Bromeliaceae). Видът е застрашен от изчезване.

## Разпространение
Разпространен е в Еквадор.